# Wilhelm Pawlik (Gewerkschafter)
Bernhard Wilhelm Pawlik (* 25. Juni 1900 in Essen; † 9. Januar 1968 ebenda) war von 1948 bis 1961 Vorsitzender der Gewerkschaft HBV, ein deutscher Politiker und ehemaliger Landtagsabgeordneter (SPD).

## Leben und Beruf
Pawlik war der Sohn eines Schneiders. Er besuchte die Volksschule, wurde im Alter von zwölf Jahren Halbwaise und war zu dieser Zeit bereits Mitglied der Sozialistischen Arbeiterjugend. 1915 trat er der Gewerkschaft Deutscher Verkehrsbund bei und absolvierte eine Ausbildung bei der Konsumgenossenschaft Eintracht. 1918 war Pawlik Soldat im Ersten Weltkrieg. Gewerkschaftliche und politische Tätigkeiten prägten ihn. 1920 wurde er Mitglied der USPD. Ab 1922 war er Gewerkschaftssekretär beim Gemeinde- und Staatsarbeiterverband in Magdeburg, Berlin, Erfurt und ab 1930 in Essen angestellt. Von 1933 an war er arbeitslos, ab 1939 bis 1945 war Pawlik Soldat im Zweiten Weltkrieg.
Nach dem Ende des Krieges wählte man ihn zum geschäftsführenden Vorsitzenden des Essener Ortsausschusses des DGB. 1948 beauftragte ihn Hans Böckler, der Vorsitzende des DGB, mit der Gründung der Gewerkschaft Handel, Banken und Versicherungen im DGB. Auf dem Verschmelzungsgewerkschaftstag 1949 wurde ihm das Amt des Ersten Vorsitzenden der Gewerkschaft HBV übertragen; er hatte es bis zum Jahre 1961 inne. Er war in zahlreichen weiteren Gremien vertreten, z. B. AOK und IHK. Pawlik war auf vielfältige Art und Weise in seiner Heimatstadt Essen verankert. Er konnte sich mit seinem Vorschlag Essen als Hauptvorstandssitz der Gewerkschaft HBV nicht durchsetzen.
Wilhelm Pawlik war verheiratet und hatte zwei Töchter. 
Seine letzte Ruhestätte fand der auf dem Südwestfriedhof Essen.

## Abgeordneter
Vom 20. April 1947 bis zum 17. Juni 1950 war Pawlik Mitglied des Landtags des Landes Nordrhein-Westfalen. Er wurde im Wahlkreis 051 063 Essen-Katernberg direkt gewählt. Dem Stadtrat der Stadt Essen gehörte er zeitweise an.